# Belverne
Belverne est une commune française située dans le département de la Haute-Saône, en Franche-Comté, dans la région administrative Bourgogne-Franche-Comté.

## Géographie

### Localisation
Le village de Belverne se situe entre Lure et Héricourt, en limite méridionale du massif des Vosges. Le village est accessible par la voie express de la RN 19 non loin qui permet l'accès rapide vers des deux localités.

### Topographie
Belverne est un petit village, situé au milieu d’un grand massif forestier vallonné, au cœur du Chérimont, qui étend son territoire sur 615 hectares à une altitude moyenne de 400 mètres.
Les vallées sont colonisées par l’aulne (dont le nom vernaculaire, verne a donné Belverne[réf. nécessaire]), alors que les sols des versants permettent le développement de chênes et de hêtres dont la commune tire l’essentiel de ses revenus. Progressivement, la forêt reconquiert ce que l’agriculture délaisse. Cette nature sauvage a forgé l’identité de Belverne qui, bien que jouissant d’une situation particulièrement attractive, a su maintenir la stabilité de sa population et préserver son caractère rural.

### Géologie
Les affleurements du sous-sol révèlent des formations du Permien et du Trias avec des grès parfois fins, parfois grossiers à galets intercalés. Ces roches peu perméables protègent un aquifère alimentant de nombreuses sources. Le bassin houiller stéphanien sous-vosgien s’étend sur le territoire communal et aux alentours, jusqu'à Ronchamp au nord et Romagny à l'est.

### Hydrographie
Trois ruisseaux, le ruisseau des Terriers, le Rhal et le Fau qui est classé en première catégorie piscicole[réf. nécessaire], constituent le réseau hydrauliques. Ces ruisseaux se jettent dans le Rognon, qui lui, alimente le Scey, affluent de l'Ognon, lui-même affluent de la Saône. Plusieurs étangs sont implantés autour du village, situé dans la partie nord-ouest du territoire communal, le plus important d'entre xeux est l'étang de la Ville.

### Climat
Pour des articles plus généraux, voir Climat de la Bourgogne-Franche-Comté et Climat de la Haute-Saône.
En 2010, le climat de la commune est de type climat de montagne, selon une étude du Centre national de la recherche scientifique s'appuyant sur une série de données couvrant la période 1971-2000. En 2020, Météo-France publie une typologie des climats de la France métropolitaine dans laquelle la commune est exposée à un climat semi-continental et est dans la région climatique  Lorraine, plateau de Langres, Morvan, caractérisée par un hiver rude (1,5 °C), des vents modérés et des brouillards fréquents en automne et hiver. 
Pour la période 1971-2000, la température annuelle moyenne est de 9,8 °C, avec une amplitude thermique annuelle de 17,1 °C. Le cumul annuel moyen de précipitations est de 1 278 mm, avec 13,5 jours de précipitations en janvier et 10,6 jours en juillet. Pour la période 1991-2020, la température moyenne annuelle observée sur la station météorologique de Météo-France la plus proche, « Étobon », sur la commune d'Étobon à 2 km à vol d'oiseau, est de 10,7 °C et le cumul annuel moyen de précipitations est de 1 272,5 mm. 
La température maximale relevée sur cette station est de 38,5 °C, atteinte le 24 juillet 2019 ; la température minimale est de −18 °C, atteinte le 1er mars 2005,,. 
Les paramètres climatiques de la commune ont été estimés pour le milieu du siècle (2041-2070) selon différents scénarios d'émission de gaz à effet de serre à partir des nouvelles projections climatiques de référence DRIAS-2020. Ils sont consultables sur un site dédié publié par Météo-France en novembre 2022.

## Urbanisme

### Typologie
Au 1er janvier 2024, Belverne est catégorisée commune rurale à habitat dispersé, selon la nouvelle grille communale de densité à sept niveaux définie par l'Insee en 2022.
Elle est située hors unité urbaine. Par ailleurs la commune fait partie de l'aire d'attraction de Montbéliard, dont elle est une commune de la couronne,. Cette aire, qui regroupe 137 communes, est catégorisée dans les aires de 50 000 à moins de 200 000 habitants,.

### Occupation des sols
L'occupation des sols de la commune, telle qu'elle ressort de la base de données européenne d’occupation biophysique des sols Corine Land Cover (CLC), est marquée par l'importance des forêts et milieux semi-naturels (71,1 % en 2018), en diminution par rapport à 1990 (73,5 %). La répartition détaillée en 2018 est la suivante : 
forêts (71,1 %), zones agricoles hétérogènes (22,2 %), zones industrielles ou commerciales et réseaux de communication (6,7 %). L'évolution de l’occupation des sols de la commune et de ses infrastructures peut être observée sur les différentes représentations cartographiques du territoire : la carte de Cassini (XVIIIe siècle), la carte d'état-major (1820-1866) et les cartes ou photos aériennes de l'IGN pour la période actuelle (1950 à aujourd'hui).

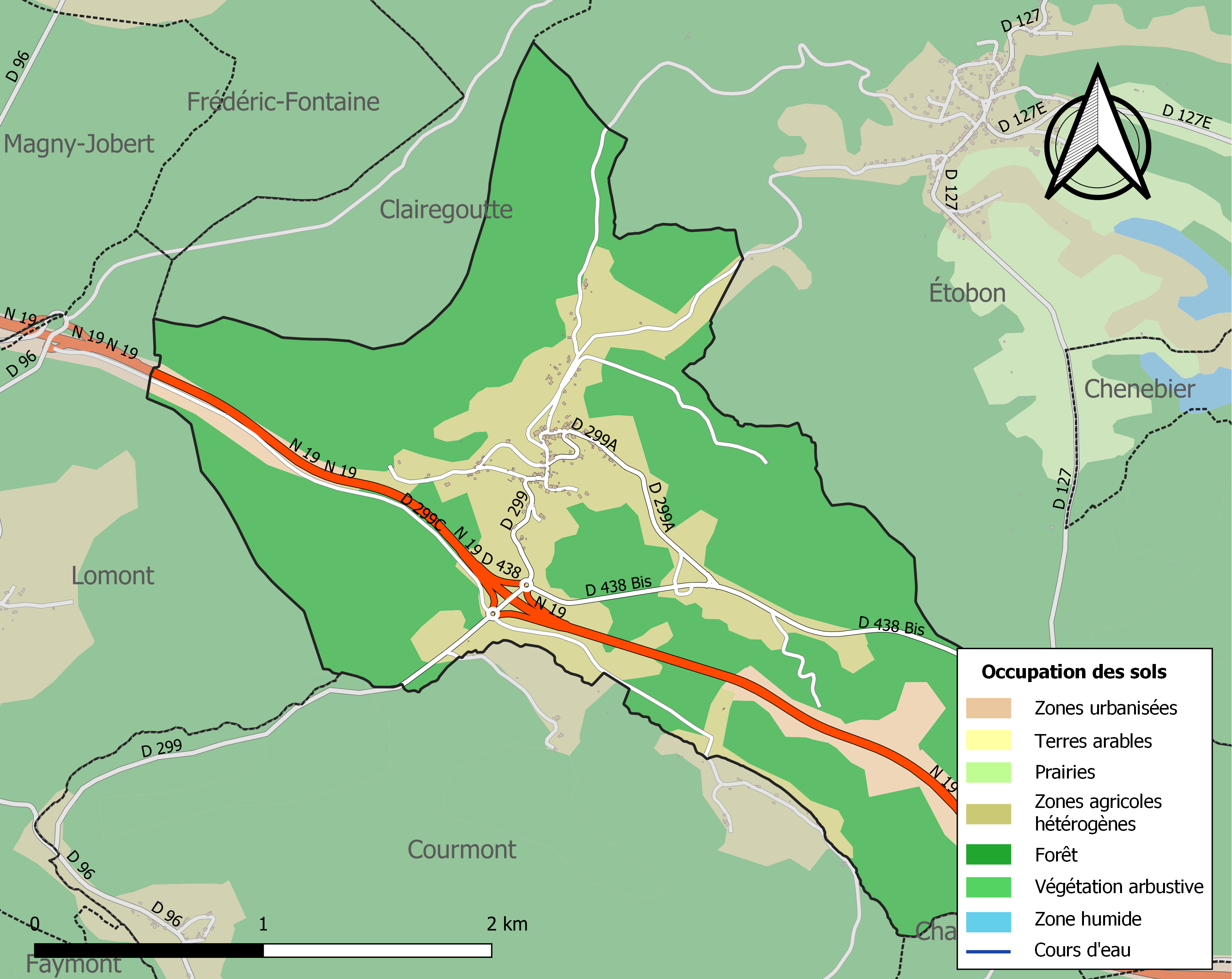
Carte des infrastructures et de l'occupation des sols de la commune en 2018 (CLC).

## Histoire
Belverne remonte à une époque fort ancienne. Son nom apparaît dès l’an 1258 dans une pièce concernant différents échanges de biens entre les seigneurs de Champey d’une part et les monastères de Belchamp et de Vaux (près de Montbéliard) ; le territoire de Belverne y est cité comme limite. Une mention dans une charte du comte Thierry III de Montbéliard, de l'an 1278, indique clairement que ce village existait depuis des temps antérieurs. Une autre mention historique de la commune date de 1279, dans la vente de tout ce qu’ils possédaient à Belverne, par les frères Millaz et Henri de Ronchamp, à Renaud de Bourgogne comte de Montbéliard.
Son nom parait formé des mots galliques ou patois bel, beau et verne qui signifie aulne (l'arbre de ce nom). On peut conclure à juste tire que le village a été construit dans le voisinage d'aulnes ou d'un arbre de cette espèce qui se faisait remarquer par sa beauté.
Avant le XIIIe siècle, Belverne faisait partie de la seigneurie d'Etobon qui appartenait au comte de Montbéliard. En 1287, il fut cédé par le comte Renaud de Montbéliard à son frère Hugues de Bourgogne, mais seulement durant la vie de celui-ci. À la mort de Hugues en 1331. Belverne et toute la seigneurie d'Etobon devaient appartenir à parts égales à Henri de Montfaucon et à Raoul Hesse marquis de Bade, qui avaient succédé au comte Renaud leur beau-père, le premier dans le comté de Montbéliard et le second dans la seigneurie d'Héricourt. Mais Eudes duc et comte de Bourgogne profita de la guerre que lui faisaient ces deux princes pour s'emparer de Belverne et de toute la terre dont ce village faisait partie. Par un traité conclu à Vincennes en 1337, Eudes consentit à abandonner à Henri, Belverne et tous les autres lieux dont il s'était saisi. Ce traité ne reçut son exécution qu'en 1347.
Belverne et le reste de la seigneurie d'Etobon, de même que le comté de Montbéliard, échurent en 1397 à la comtesse Henriette dans le partage de la succession du comte Étienne son aïeul. Cette princesse les transmit dans la maison de Wurtemberg par son mariage avec le comte Eberhard de cette maison. Les comtes, depuis ducs de Wurtemberg ont conservé la souveraineté de Belverne, d'Etobon et de Montbéliard dès cette époque et jusqu'en 1793.
Henriette était princesse d'une grande sagesse et d'un rare génie. Elle affectionnait beaucoup ses états héréditaires. C'est elle qui, en 1431 affranchit de la main morte les habitants de Belverne et du reste de la seigneurie d'Etobon, ainsi que ceux du comté de Montbéliard et de la châtellenie de Bélieu, et leur accorda la remise de certains impôts. Elle se réserva néanmoins les corvées, tailles, dîmes et autres droits seigneuriaux. Anciennement ces habitants étaient réduits à la condition de serfs ou d'esclaves et se trouvaient sous le régime féodal dans sa rigueur.
La tranquillité dont avait joui Belverne ainsi que tout le pays à la fin du règne de La comtesse Henriette disparut dès que ses 2 fils Louis et Ulrich de Wurtemberg lui eurent succédé en 1444. Une guerre s'étant élevée à cette époque entre la France et la Suisse, ce village eut des charges à supporter pour l'entretien de garnisons étrangères installées dans le château d'Etobon comme celui de Montbéliard ; mais en 1445, ces places furent restituées à leur régime souverain.
Belverne eut encore sa part des calamités qu'eut à supporter le pays de Montbéliard par suite des ravages qu'y exerça l'armée de Charles le Téméraire, duc de Bourgogne de 1474 à 1477.
En 1519, Guillaume, comte de Furstemberg, qui était en guerre avec Ulric, duc de Wurtemberg et comte de Montbéliard, après avoir détruit le château d'Etobon, pilla Belverne, Clairegoutte, Couthenans et autres villages dont il emmena beaucoup d'habitants prisonniers.
En 1541, les progrès de la réforme prêchée par Luther ont été tels dans la seigneurie d’Etobon que tous ses habitants embrassèrent le culte protestant « … ils s’attachèrent d’autant plus profondément à la religion réformée que celle-ci leur apporta l’instruction car les pasteurs devinrent aussi les premiers instituteurs ». À partir de 1715, le prince de Montbéliard installera au village des fermiers anabaptistes, excellents agriculteurs, qui mettront les terres en valeur.
En 1753, Parmentier n’était qu’un adolescent mais la culture de la pomme de terre était déjà couramment pratiquée par tous les habitants de Belverne.
Belverne fut réuni à la France le 10 octobre 1793.
Aujourd’hui encore, on nomme Belverne, Clairegoutte, Etobon, Frédéric-Fontaine et Magny d’Anigon qui constituaient la seigneurie d’Etobon, “Les Cinq Villages des Bois”.
En 1580, Jean Ulrich de Steinek vend la seigneurie comprenant les villages de Magny-Danigon, Clairegoutte, Belverne et Étobon à son suzerain, Frédéric de Würtemberg.
Après le creusement d'un sondage positif à Lomont et malgré un autre au résultat négatif sur la commune, une concession de 2 336 ha est accordée à la société de recherche de houille entre Montbéliard et Villersexel en 1904 pour l'exploitation d'un gisement de houille de prolongeant au sud du puits Arthur-de-Buyer, exploité par les houillères de Ronchamp. Mais il n'y eut aucune extraction de charbon. Un autre sondage est établi sur la commune, il n'a pas rencontré ce gisement,.

## Politique et administration

Carte départementale représentant en rouge la communauté de communes du pays d'Héricourt.

### Divisions territoriales
La commune se trouve dans l'arrondissement de Lure du département de la Haute-Saône. Pour l'élection des députés, elle fait partie de la deuxième circonscription de la Haute-Saône.
Elle était historiquement rattachée depuis 1801 au canton d'Héricourt. Celui-ci a été scindé en 1985 et la commune rattachée au canton de Héricourt-Ouest. Dans le cadre du redécoupage cantonal de 2014 en France, la commune fait désormais partie du Canton d'Héricourt-2
Belverne fait partie du ressort du tribunal de proximité, du tribunal paritaire des baux ruraux et du conseil de prud'hommes de Lure, du tribunal judiciaire, du tribunal de commerce et de la cour d'assises de Vesoul, du tribunal des affaires de Sécurité sociale du Territoire de Belfort, ainsi que de la cour d'appel de Besançon.
Dans l'ordre administratif, elle dépend du tribunal administratif de Besançon et de la cour administrative d'appel de Nancy,.

### Intercommunalité
Entre 2003 et 2017, Belverne fait partie de la communauté de communes Rahin et Chérimont.
La commune rejoint la communauté de communes du pays d'Héricourt depuis le 1er janvier 2017.

### Liste des maires

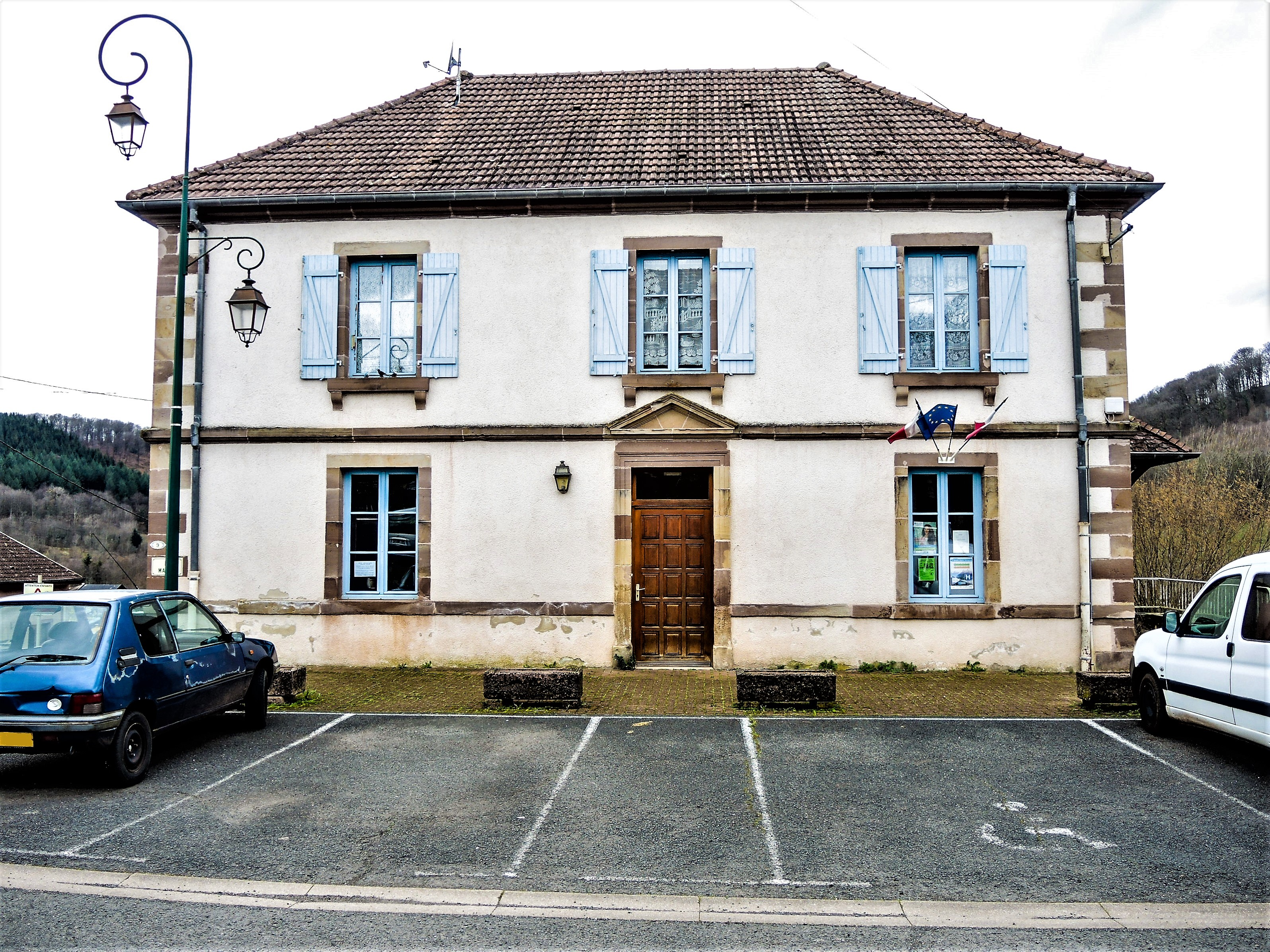
La mairie.

| Période                                  | Période                   | Identité          | Étiquette    | Qualité                                         |
| ---------------------------------------- | ------------------------- | ----------------- | ------------ | ----------------------------------------------- |
| Les données manquantes sont à compléter. |                           |                   |              |                                                 |
|                                          |                           | Pierre Sire       |              |                                                 |
|                                          |                           | Henri Duvernoy    |              |                                                 |
|                                          |                           | Henri Durand      |              |                                                 |
|                                          |                           | Charles Pourchot  |              |                                                 |
|                                          |                           | Henri Sire        |              |                                                 |
|                                          |                           | Maurice Rebillard |              |                                                 |
|                                          |                           | Jean Kubicki      |              |                                                 |
| Les données manquantes sont à compléter. |                           |                   |              |                                                 |
| 1983                                     | mars 2014                 | Georges Demougin  | RPR puis UMP | Technicien retraité de l’automobile             |
| mars 2014                                | septembre 2020            | François Dupont   | SE           | Comptable à la ville d’Héricourt Démissionnaire |
| septembre 2020                           | En cours (au 7 juin 2021) | Roger Hasenfratz  |              |                                                 |

### Politique environnementale
La communauté de communes Rahin et Chérimont, à laquelle appartient Belverne, est membre du Syndicat intercommunal de collecte et de traitement des ordures ménagères (SICTOM) de la zone sous-vosgienne, basé à Étueffont. La communauté de communes Rahin et Chérimont assure la gestion de la politique environnementale de Ronchamp, dont entre autres la mise en place et le suivi d’un service public d’assainissement non collectif.

## Démographie
| 1540 | 1600 | 1633 | 1638 | 1662 | 1680 |
| ---- | ---- | ---- | ---- | ---- | ---- |
| 20   | 20   | 25   | 3    | 5    | 8    |

| 1689 | 1700 | 1720 | 1740 | 1771 | 1782 |
| ---- | ---- | ---- | ---- | ---- | ---- |
| 9    | 10   | 15   | 23   | 36   | 40   |

L'évolution du nombre d'habitants est connue à travers les recensements de la population effectués dans la commune depuis 1793. Pour les communes de moins de 10 000 habitants, une enquête de recensement portant sur toute la population est réalisée tous les cinq ans, les populations de référence des années intermédiaires étant quant à elles estimées par interpolation ou extrapolation. Pour la commune, le premier recensement exhaustif entrant dans le cadre du nouveau dispositif a été réalisé en 2006.

En 2022, la commune comptait 135 habitants, en évolution de −6,9 % par rapport à 2016 (Haute-Saône : −1,4 %, France hors Mayotte : +2,11 %).
| 1793 | 1800 | 1806 | 1821 | 1831 | 1836 | 1841 | 1846 | 1851 |
| ---- | ---- | ---- | ---- | ---- | ---- | ---- | ---- | ---- |
| 167  | 274  | 260  | 291  | 340  | 341  | 348  | 349  | 355  |

| 1856 | 1861 | 1866 | 1872 | 1876 | 1881 | 1886 | 1891 | 1896 |
| ---- | ---- | ---- | ---- | ---- | ---- | ---- | ---- | ---- |
| 332  | 326  | 348  | 300  | 285  | 266  | 265  | 218  | 204  |

| 1901 | 1906 | 1911 | 1921 | 1926 | 1931 | 1936 | 1946 | 1954 |
| ---- | ---- | ---- | ---- | ---- | ---- | ---- | ---- | ---- |
| 189  | 173  | 159  | 141  | 140  | 131  | 140  | 143  | 152  |

| 1962 | 1968 | 1975 | 1982 | 1990 | 1999 | 2006 | 2011 | 2016 |
| ---- | ---- | ---- | ---- | ---- | ---- | ---- | ---- | ---- |
| 174  | 182  | 180  | 134  | 128  | 129  | 120  | 137  | 145  |

| 2021 | 2022 | - | - | - | - | - | - | - |
| ---- | ---- | - | - | - | - | - | - | - |
| 140  | 135  | - | - | - | - | - | - | - |

## Économie
Le village dépendant économiquement des deux centres urbains de Lure et de l'agglomération d'Héricourt-Montbéliard. Ces deux pôles offrent de nombreux emplois et sont rapidement accessibles par une voie express passant dans ces axes à proximité de Belverne.

## Culture locale et patrimoine

### Lieux et monuments

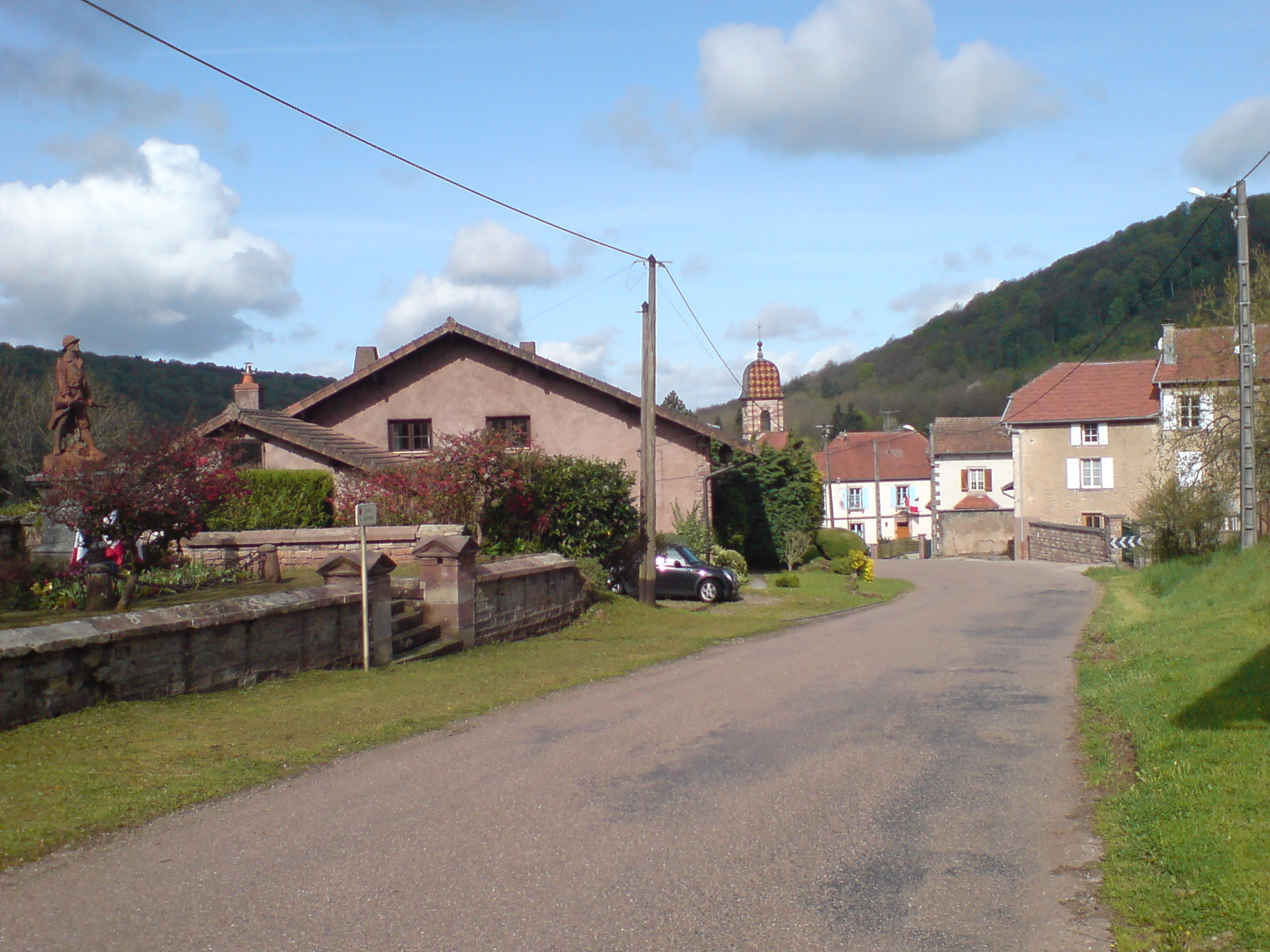
Le centre du village possède un temple récemment rénové.

Les anciennes exploitations agro-pastorales avec leur porte de grange caractéristique en anse de panier ont été restaurées et constituent le bâti traditionnel du village dans lequel s’insèrent avec discrétion de nouvelles constructions. Le temple, plusieurs fois démoli, fut reconstruit avec son clocher à bulbe en 1831. Les fontaines, dont la plus importante a été édifiée en 1868 à l’occasion de la création du réseau d’eau potable au village, sont toujours alimentées. Les autres bâtiments communaux sont la mairie, l’ancien château d’eau et le local de distillation où on continue à transformer les fruits des vergers en goutte. Enfin, le cimetière dont la petite maison et l’enceinte en pierres de taille protège outre les tombes récentes, une partie ancienne préservée.

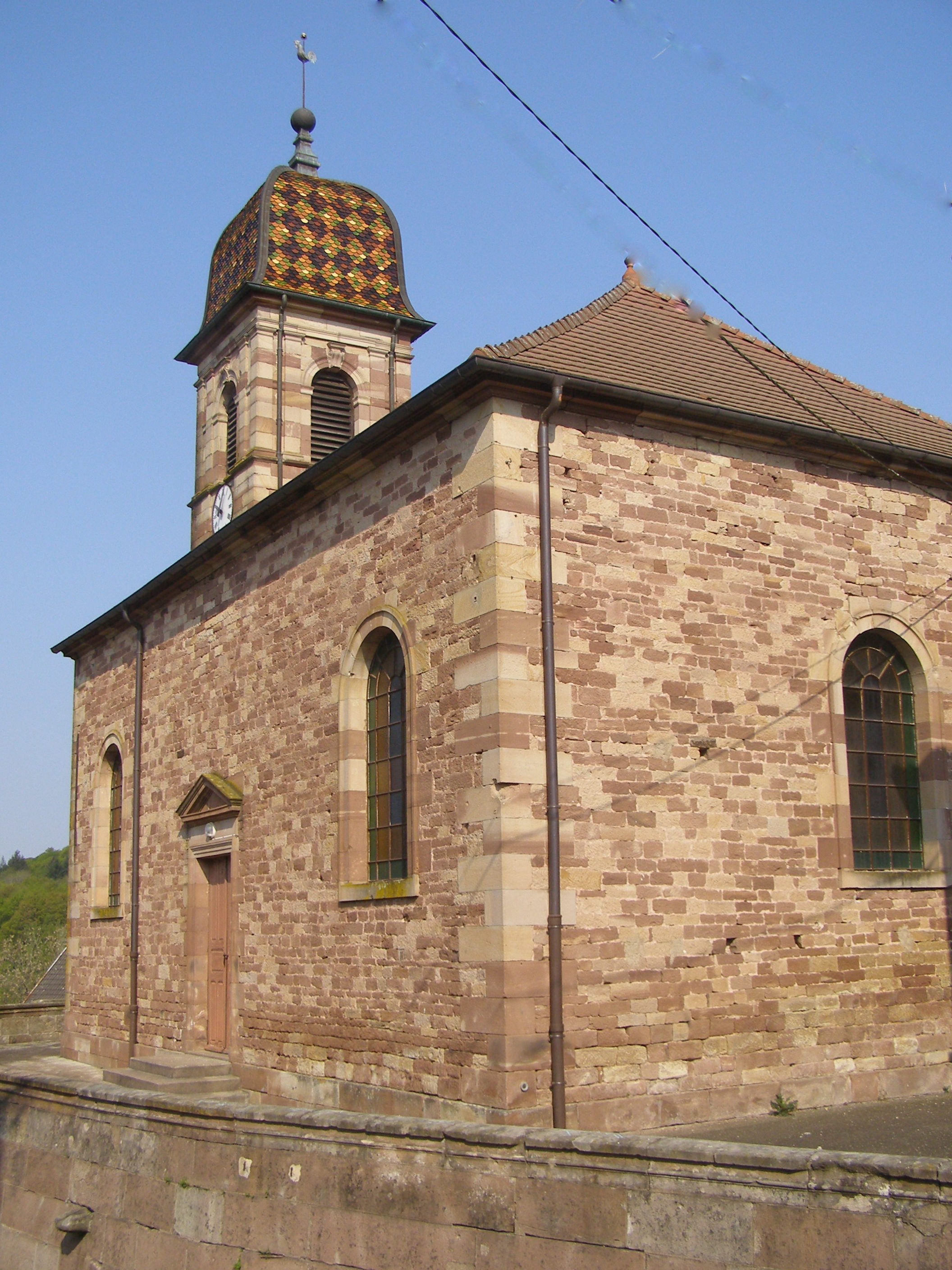
Vue sur l'église.
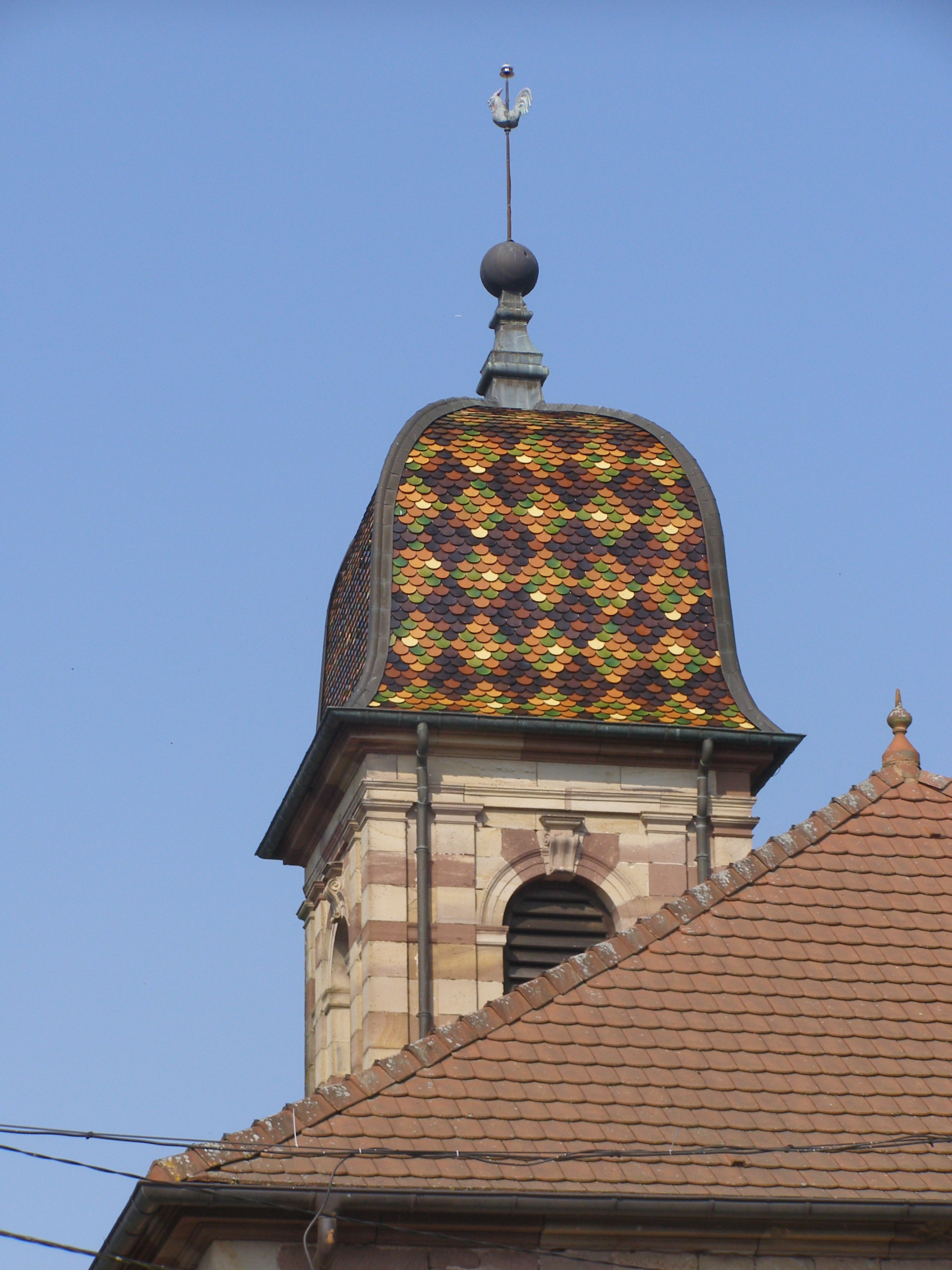
Zoom sur le clocher typiquement comtois de l'église.
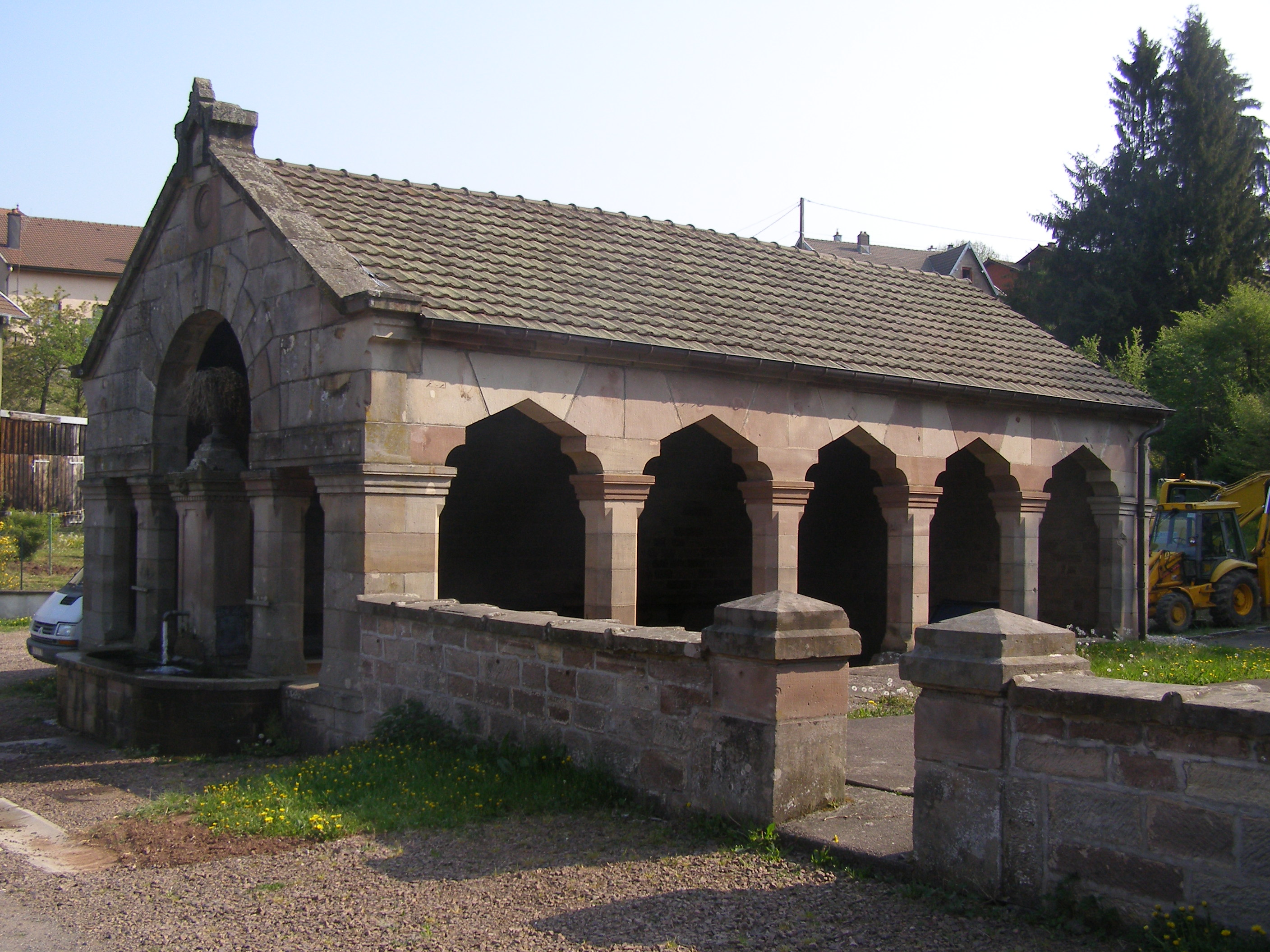
Fontaine-lavoir en grès rose des Vosges.
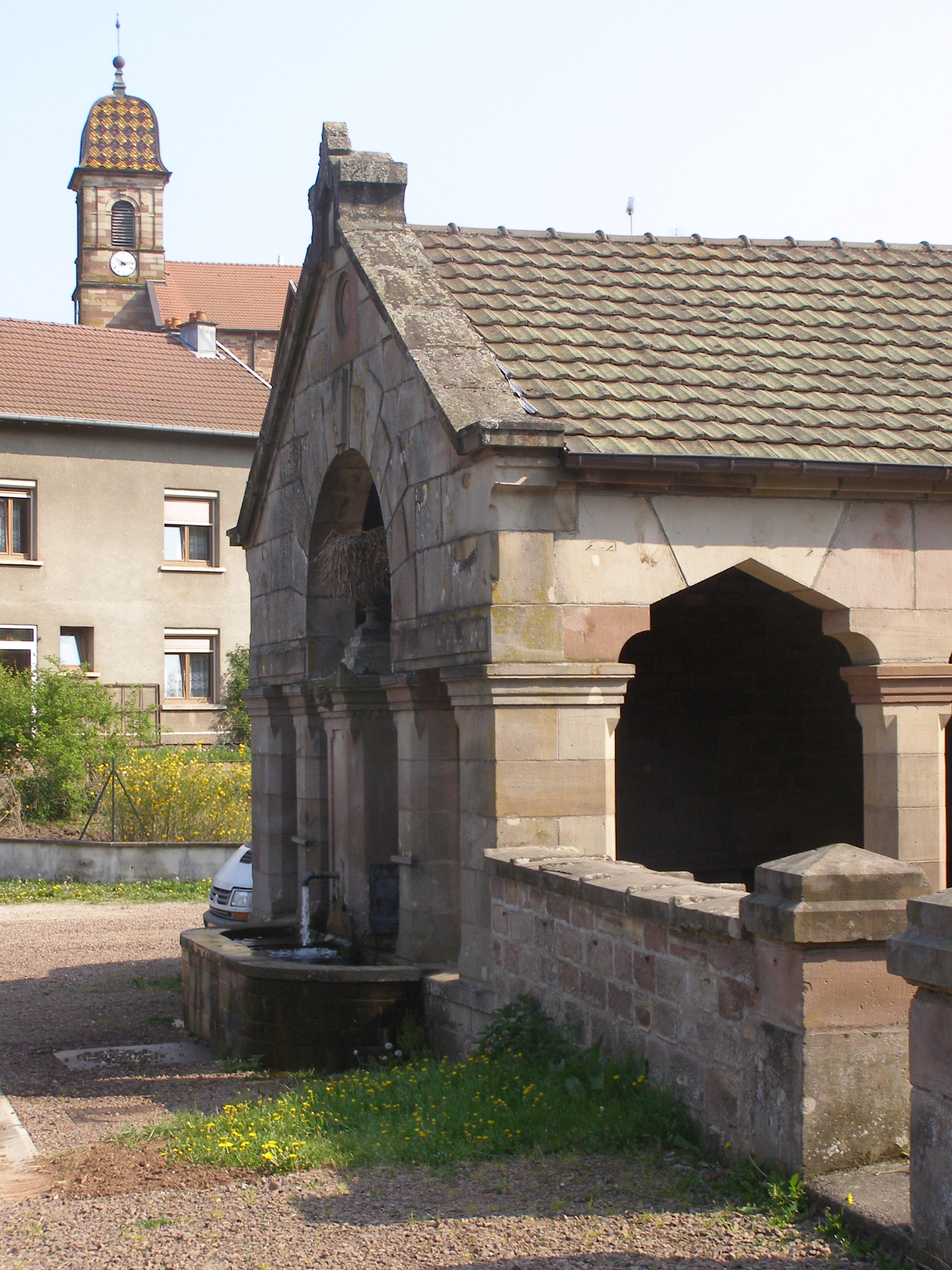
Zoom sur la fontaine.
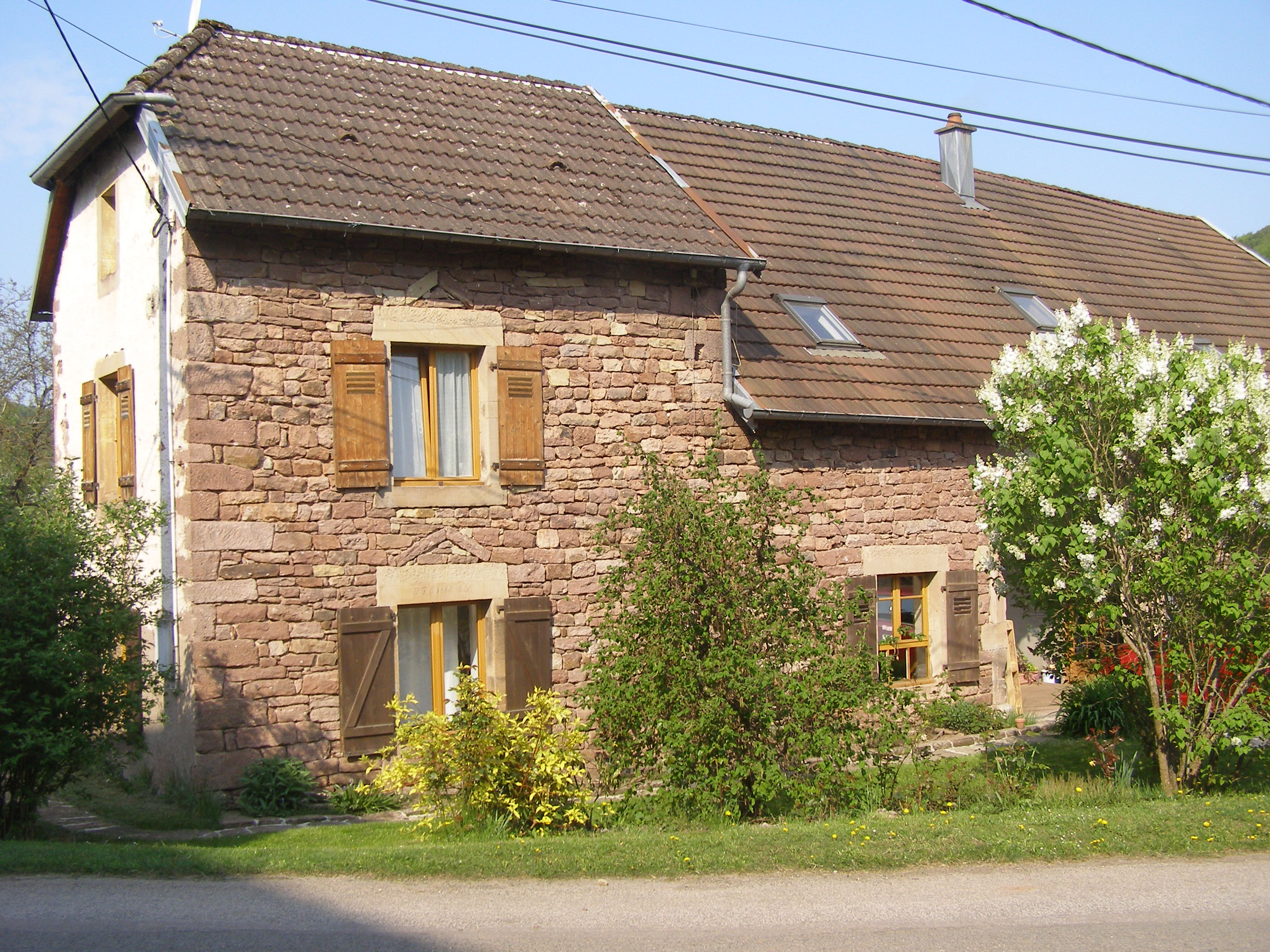
Une maison du village.
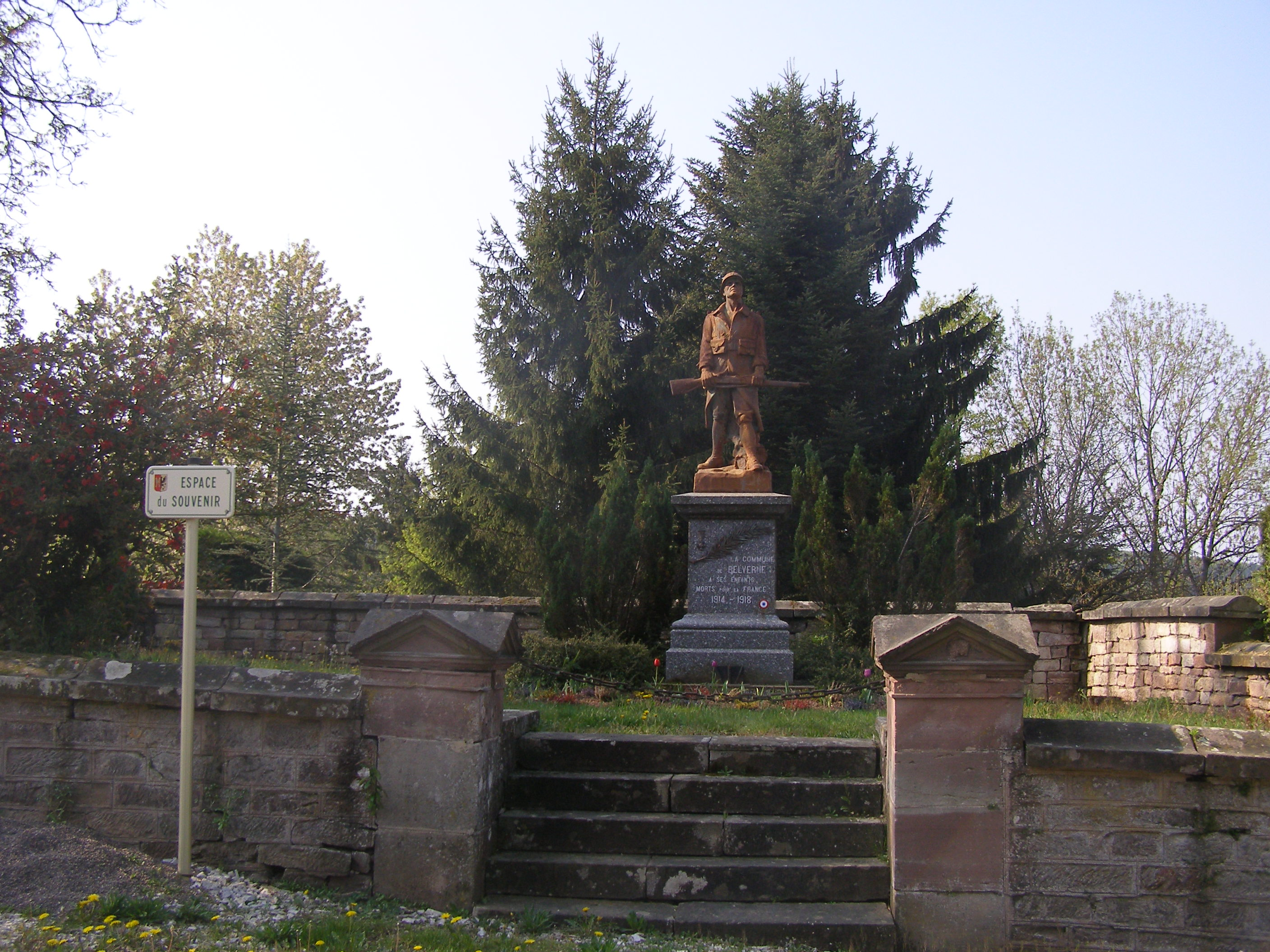
Monument aux morts.

### Personnalités liées à la commune
Les familles du XVIe siècle portaient les noms suivants[réf. nécessaire] :
Stave - Demoingin (Demougin par la suite?) - Delacave - Petit - Roy - Duboid - Fromont - Blanchard - Pourchasse (Pourchot par la suite) - Charme - Delorraine - Lambelet - Aubert - Comte - Carthal - Sire -

### Héraldique
| Blason de Belverne | Blason  | Parti : au 1er de gueules à deux bars adossés d’argent, au 2e mi-parti d’argent à l’aigle bicéphale de sable accompagnée en pointe de quatre trèfles de sinople. |
| Blason de Belverne | Détails | Le statut officiel du blason reste à déterminer. |